# Родондо
Родондо (англ. Rodondo Island) — необитаемый остров в Бассовом проливе, административно принадлежит штату Тасмания (Австралия).

## География и история
Гранитная скала, выступающая из океана, имеет условно округлую форму с диаметром около 1,2 км и площадью 1,06 км², высшая точка находится на отметке 350 метров над уровнем моря.
Остров Родондо расположен в 2,7 км южнее морской границы между штатами Тасмания и Виктория, проходящей по линии 39°12' ю. ш., и в 10 км южнее самой южной точки континентальной Австралии — мыса Саут-Пойнт.
Остров был открыт 9 декабря 1800 года лейтенантом Джеймсом Грантом во время его путешествия на корабле «Леди Нельсон». Он дал ему имя Родондо, так как остров напомнил Гранту «ту скалу, хорошо известную всем морякам Вест-Индии». Имелся в виду небольшой скалистый необитаемый остров Редонда, однако по неизвестным причинам две буквы в названии были изменены.
Поскольку Родондо имеет крутые берега по всему периметру и вообще представляет собой одну сплошную скалу, впервые нога человека ступила на него лишь в январе 1947 года. Экспедиция под руководством австралийского писателя, фотографа, художника, историка и исследователя Джона Бешервейса провела на острове неделю, изучая его.

## Флора и фауна
На острове произрастают Disphyma, ковыль, Poa poiformis, Melaleuca armillaris, аллоказуарина, эвкалипт шаровидный.
Остров Родондо является Ключевой орнитологической территорией (Wilsons Promontory Islands Important Bird Area). На нём обитают около 500 тысяч пар тонкоклювых буревестников — это около 2,1 % их мировой популяции. В меньших количествах на острове встречаются малый пингвин, снеговая китовая птичка, большеклювая чайка, австралийский кулик-сорока, белобрюхий орлан.
Рептилии представлены сцинками видов Carinascincus metallicus, Liopholis whitii и Eulamprus tympanum.